# イヴァンのハンマー

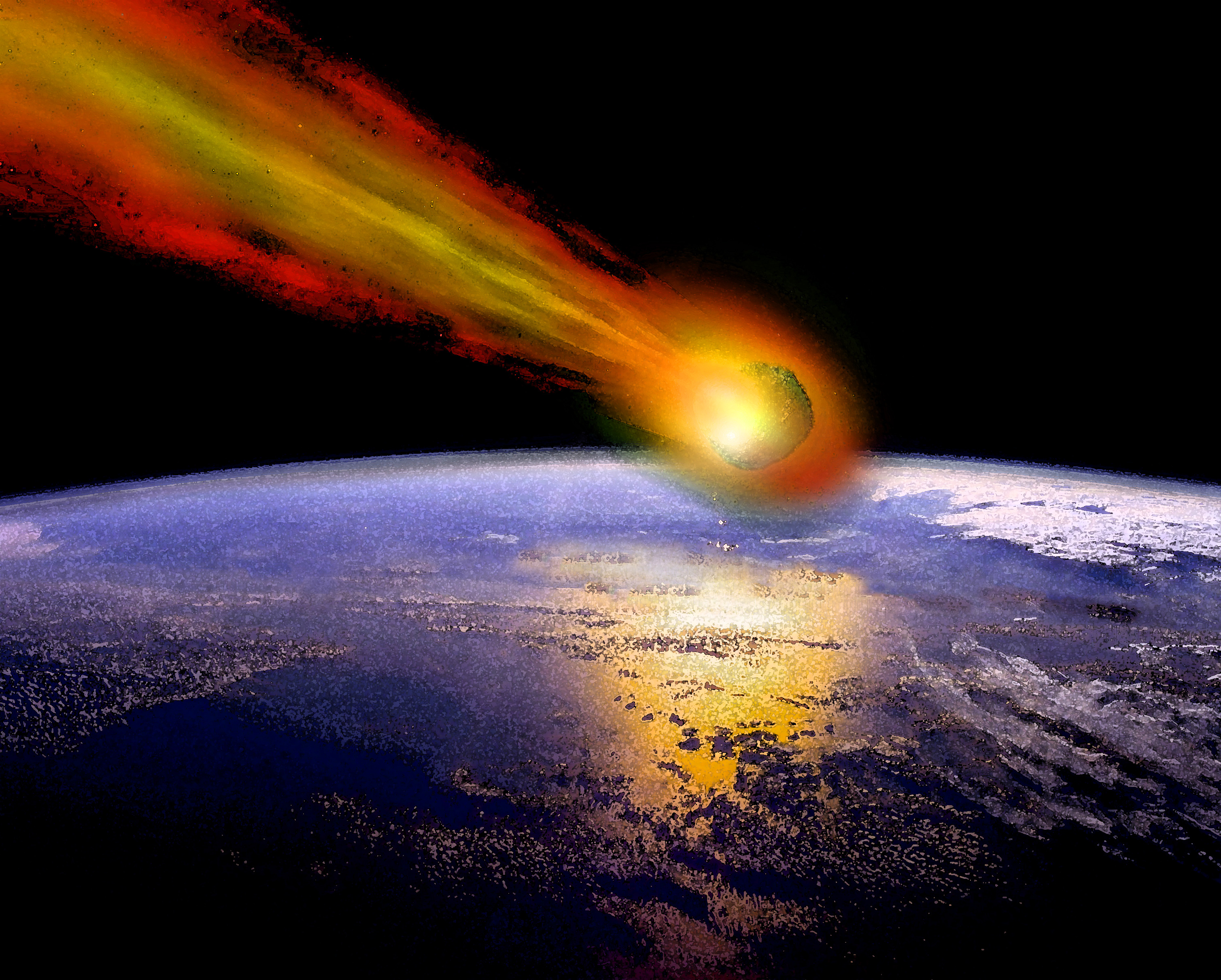
小惑星が地球に落下する「イヴァンのハンマー」イメージ

イヴァンのハンマー（英語: Ivan's hammer）は、宇宙空間に浮かぶ小惑星や隕石を大量破壊兵器として先制攻撃に理論的に使用することを指す。このコンセプトは1960年代にまでさかのぼることができる。1962年1月のアメリカ宇宙学会の年次総会で、ダンドリッジ・コールは、ソビエトは1970年には地球に近い小惑星を迂回させて地球上の標的に衝突させる技術を開発できると警告した。
1960年代後半から1970年代前半にかけて、多くのSF作家がこのコンセプトを物語のアイデアに用いた。特にロバート・A・ハインラインの『月は無慈悲な夜の女王』（1966年）では、地球の植民地である月が革命を起こし、採掘した大量鉱石をマスドライバーを使って月から地球に砲撃を加えた。
『宇宙戦艦ヤマト』（1974年）では、異星人ガミラス帝国が使用する遊星爆弾（惑星間小惑星攻撃）は地球を放射能で汚染させた。ラリー・ニーヴンとジェリー・パーネルの『ルシーファーのハンマー』（1977年）。『機動戦士ガンダム』（1979年）とガンダムシリーズでは、大規模な人工構造物を利用した修正された概念であるスペースコロニーや小惑星が地球の人口密集地などにも投下された。
2002年のランド研究所の研究
では、このようなアプリケーションの方法と実現可能性についても論じており、カール・セーガンは『ペイル・ブルー・ドット (書籍)』でこのアイデアについて詳細に議論している。